# The Other Side of the Mirror
The Other Side of the Mirror (Cealaltă față a oglinzii) este o antologie de povestiri științifico-fantastice (de fantezie științifică) care a fost editată de scriitoarea americană Marion Zimmer Bradley. Povestirea care a dat numele antologiei a fost scrisă de Patricia Floss.
Povestirile fac parte din Seria Darkover care are loc pe planeta fictivă Darkover din sistemul stelar fictiv al unei gigante roșii denumită Cottman. Planeta este dominată de ghețari care acoperă cea mai mare parte a suprafeței sale. Zona locuibilă se află la doar câteva grade nord de ecuator.
Cartea The Other Side of the Mirror a fost publicată pentru prima dată de DAW Books (nr. 698) în februarie 1987.

## Cuprins
- Prefață, de Marion Zimmer Bradley
- "The Other Side of the Mirror", de Patricia Floss
- "Bride Price", de Marion Zimmer Bradley
- "Everything but Freedom", de Marion Zimmer Bradley
- "Oathbreaker", de Marion Zimmer Bradley
- "Blood Hunt", de Linda Frankel & Paula Crunk